# Instituto Bachiller Sabuco
El Instituto Bachiller Sabuco es un edificio histórico y un centro público de educación secundaria situado en la ciudad española de Albacete. Cuenta con el estatus de «instituto histórico» concedido por el Gobierno de Castilla-La Mancha.
Creado en 1839 (aunque otras fuentes apuntan a 1840 como fecha de su fundación), fue el primer y único instituto de educación secundaria de Albacete hasta 1965, cuando se inauguró el Instituto Tomás Navarro Tomás. 
Durante la guerra civil española se convirtió en sede de los tribunales populares, lugar de ajusticiamiento, y fue cuartel y centro de instrucción de las Brigadas Internacionales, quienes tuvieron en Albacete su cuartel general. Por el centro han pasado numerosas personalidades ilustres a lo largo de su historia.

## Historia
El Instituto Bachiller Sabuco comenzó su primer curso entre 1839 y 1840 con el nombre de Instituto de Albacete. Su primera sede estuvo situada en el convento de San Agustín, para trasladarse poco después al convento de los Franciscanos, donde fue visitado por el rey Alfonso XII.

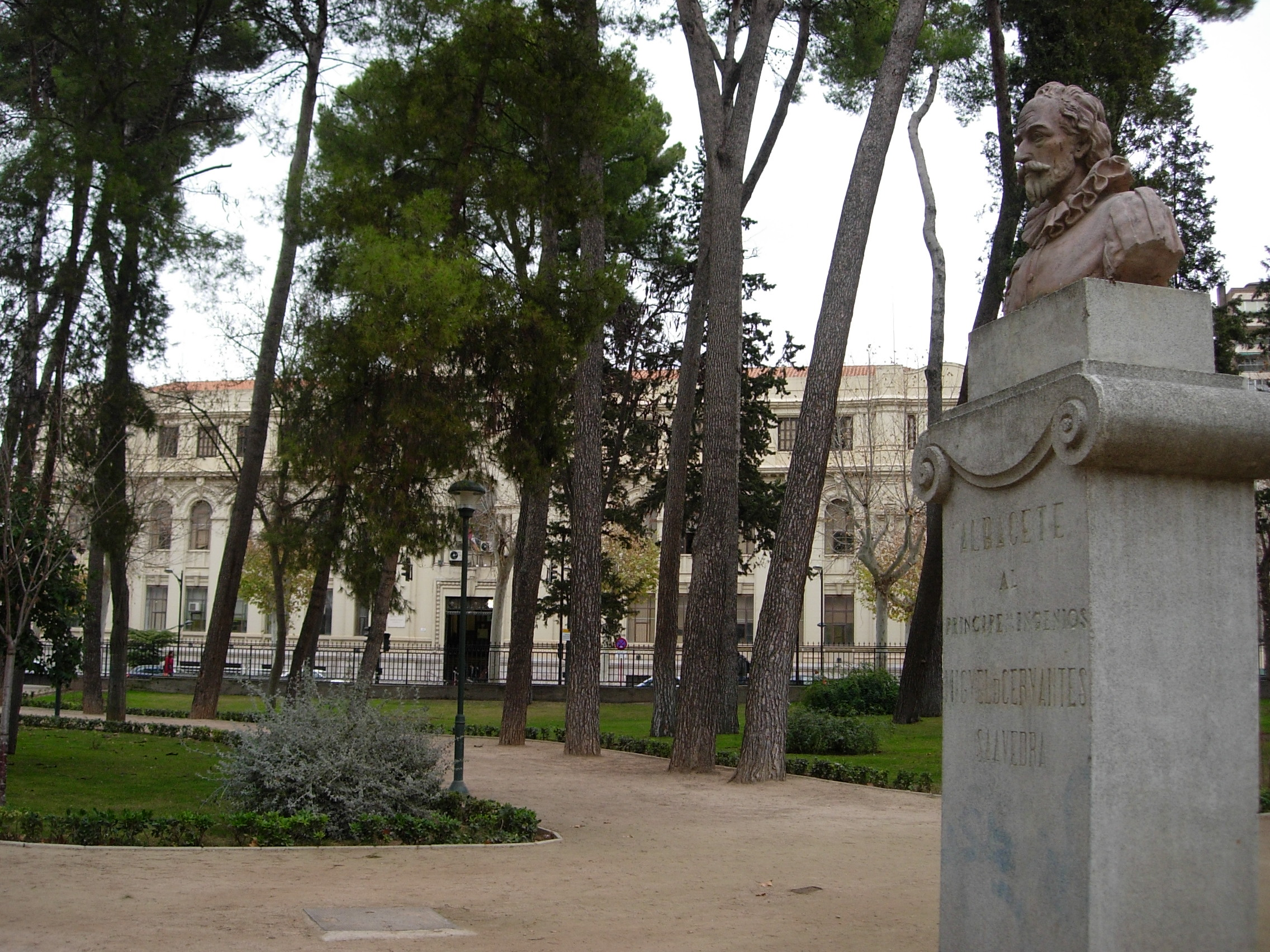
Vista del Instituto Bachiller Sabuco desde el parque Abelardo Sánchez a la altura del monumento a Miguel de Cervantes

Llegó el siglo XX y el instituto pasó a denominarse Instituto General y Técnico. Ante la falta de espacio –en 1921 ya contaba con 605 alumnos–, se construyó un nuevo edificio por Real Decreto de febrero de 1923, obra de Manuel Sainz de Vicuña y Julio Carrilero. El nuevo edificio fue inaugurado el 6 de diciembre de 1931 por el ministro de Instrucción y Bellas Artes Marcelino Domingo, aunque el traslado desde su anterior ubicación no se produjo hasta 1933. 
Entre 1936 y 1939 el instituto fue utilizado como sede de los tribunales populares, donde se ajusticiaba a sediciosos, y como cuartel y centro de instrucción de las Brigadas Internacionales, que tuvieron en Albacete su cuartel general. Tras este parón, las clases se retomaron en septiembre de 1939, siendo el único instituto de educación secundaria de Albacete hasta que en 1965 se inauguró el Instituto Tomás Navarro Tomás.

## Arquitectura
El imponente y monumental edificio, de estilo modernista y rasgos eclécticos, se divide en tres cuerpos: 
- El más bajo, almohadillado.
- El segundo cuerpo, en medio, cuenta con grandes pilastras a distintos niveles entre las que se sitúan la portada central, la cornisa y arquivoltas con guirnaldas.

- Por último, el más alto, un ático con ventanas adinteladas, un antepecho, columnas toscanas y un gran arco central con el escudo de la ciudad.

En cuanto al interior, destaca su gran escalinata de mármol pulido, en cuyo techo se dispone una cúpula-vidriera, decorada con vivos colores, y el escudo de la ciudad. Dicha escalera está presidida por un gran mapa de la península ibérica, y cuenta en su parte baja con dos cuerpos decorados con casetones.

## Oferta educativa
En el Instituto Bachiller Sabuco se imparten, entre otros, los cuatro cursos de la Educación Secundaria Obligatoria y los dos cursos del Bachillerato de Humanidades y Ciencias Sociales y del Bachillerato de Ciencias de la Naturaleza y de la Salud y Bachillerato Tecnológico. 
Dentro de la Educación Secundaria Obligatoria acoge el programa de Secciones 
Europeas en inglés, por el que se imparten dos asignaturas de cada curso en inglés. En cuanto al Bachillerato cuenta con las secciones diurna, nocturna y a distancia, y acoge el Bachillerato Internacional en las modalidades de Humanidades y Ciencias Sociales y de Bachillerato 
de Ciencias de la Naturaleza y de la Salud.

## Alumnos célebres

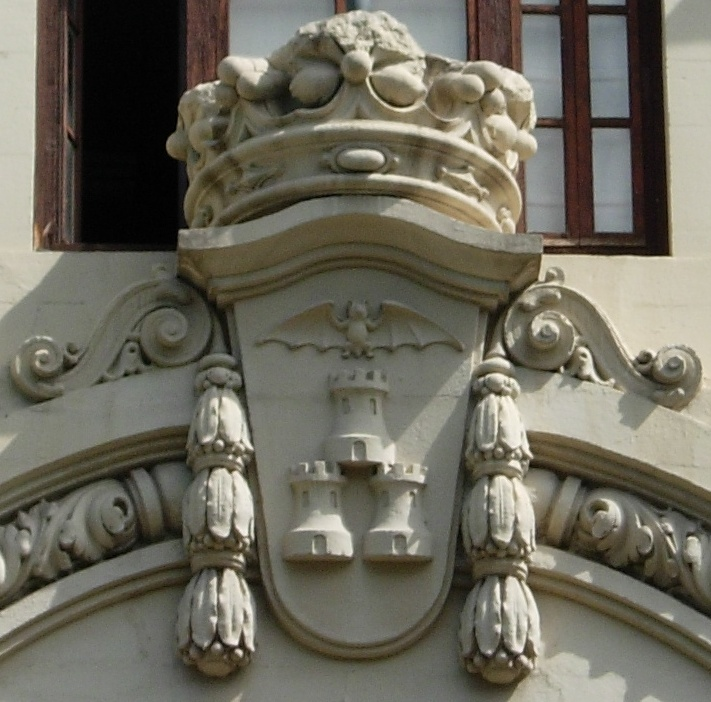
Escudo de Albacete en la fachada del Instituto Bachiller Sabuco

El hecho de ser el único instituto de educación secundaria de Albacete hasta la década de 1960 favoreció que un gran número de alumnos célebres poblasen sus aulas:
- Ramón Menéndez Pidal
- Tomás Navarro Tomás
- Antonio Tovar Llorente
- María Dolores de Cospedal[7][8]
- Andrés Collado Piña
- Dionisio Guardiola
- Gabriel Lodares
- Rafael Mateo Sotos
- Juan García Mas
- Ramón Casas Massó
- Francisco Manuel Martínez Villena
- Joaquín Quijada
- Pedro Martínez Gutiérrez
- Eleazar Huerta Valcárcel
- María del Carmen Avendaño López